# Europees kampioenschap curling vrouwen
Het Europees kampioenschap curling voor vrouwen is een jaarlijks curlingtoernooi, dat in 1975 voor het eerst werd georganiseerd.

## Geschiedenis
Het Europees kampioenschap curling wordt jaarlijks georganiseerd door World Curling. Het mannen- en vrouwentoernooi vindt telkens in dezelfde stad plaats. Traditiegetrouw wordt er eind november of begin december gestreden om de Europese titel. Het EK geldt ook als kwalificatietoernooi voor het wereldkampioenschap curling: de beste acht Europese landen mogen automatisch deelnemen aan het WK.
De eerste editie van het Europees kampioenschap curling voor vrouwen vond plaats in 1975 in het Franse Megève. Schotland kroonde zich als eerste land tot Europees kampioen. Tot op heden won Zweden het vaakst het EK. Er wordt ook een kleine finale gehouden voor de strijd om het brons. Enkel in 1976, 1980 en 1992 kregen de twee verliezende halvefinalisten beiden een bronzen medaille.

## Erelijst
| Jaar | Plaats                            |  | Goud           | Zilver      | Brons                    |
| ---- | --------------------------------- |  | -------------- | ----------- | ------------------------ |
| 1975 | Megève, Frankrijk                 |  | Schotland      | Zweden      | Zwitserland              |
| 1976 | West-Berlijn, West-Duitsland      |  | Zweden         | Frankrijk   | Engeland Schotland       |
| 1977 | Oslo, Noorwegen                   |  | Zweden         | Zwitserland | Schotland                |
| 1978 | Aviemore, Schotland               |  | Zweden         | Zwitserland | Schotland                |
| 1979 | Varese, Italië                    |  | Zwitserland    | Zweden      | Schotland                |
| 1980 | Kopenhagen, Denemarken            |  | Zweden         | Noorwegen   | Schotland West-Duitsland |
| 1981 | Grindelwald, Zwitserland          |  | Zwitserland    | Zweden      | Denemarken               |
| 1982 | Kirkcaldy, Schotland              |  | Zweden         | Italië      | Zwitserland              |
| 1983 | Västerås, Zweden                  |  | Zweden         | Noorwegen   | Zwitserland              |
| 1984 | Morzine, Frankrijk                |  | West-Duitsland | Zweden      | Zwitserland              |
| 1985 | Grindelwald, Zwitserland          |  | Zwitserland    | Schotland   | Noorwegen                |
| 1986 | Kopenhagen, Denemarken            |  | West-Duitsland | Zwitserland | Denemarken               |
| 1987 | Oberstdorf, West-Duitsland        |  | West-Duitsland | Zweden      | Noorwegen                |
| 1988 | Perth, Schotland                  |  | Zweden         | Schotland   | Zwitserland              |
| 1989 | Engelberg, Zwitserland            |  | West-Duitsland | Zwitserland | Zweden                   |
| 1990 | Lillehammer, Noorwegen            |  | Noorwegen      | Schotland   | Zwitserland              |
| 1991 | Chamonix, Frankrijk               |  | Duitsland      | Noorwegen   | Zweden                   |
| 1992 | Perth, Schotland                  |  | Zweden         | Schotland   | Duitsland Noorwegen      |
| 1993 | Leukerbad, Zwitserland            |  | Zweden         | Zwitserland | Noorwegen                |
| 1994 | Sundsvall, Zweden                 |  | Denemarken     | Duitsland   | Noorwegen                |
| 1995 | Grindelwald, Zwitserland          |  | Duitsland      | Schotland   | Zweden                   |
| 1996 | Kopenhagen, Denemarken            |  | Zwitserland    | Zweden      | Duitsland                |
| 1997 | Füssen, Duitsland                 |  | Zweden         | Denemarken  | Duitsland                |
| 1998 | Flims, Zwitserland                |  | Duitsland      | Schotland   | Denemarken               |
| 1999 | Chamonix, Frankrijk               |  | Noorwegen      | Zweden      | Zwitserland              |
| 2000 | Oberstdorf, Duitsland             |  | Zweden         | Noorwegen   | Zwitserland              |
| 2001 | Vierumäki, Finland                |  | Zweden         | Denemarken  | Zwitserland              |
| 2002 | Grindelwald, Zwitserland          |  | Zweden         | Denemarken  | Noorwegen                |
| 2003 | Courmayeur, Italië                |  | Zweden         | Zwitserland | Denemarken               |
| 2004 | Sofia, Bulgarije                  |  | Zweden         | Zwitserland | Noorwegen                |
| 2005 | Garmisch-Partenkirchen, Duitsland |  | Zweden         | Zwitserland | Denemarken               |
| 2006 | Bazel, Zwitserland                |  | Rusland        | Italië      | Zwitserland              |
| 2007 | Füssen, Duitsland                 |  | Zweden         | Schotland   | Denemarken               |
| 2008 | Örnsköldsvik, Zweden              |  | Zwitserland    | Zweden      | Denemarken               |
| 2009 | Aberdeen, Schotland               |  | Duitsland      | Zwitserland | Denemarken               |
| 2010 | Champéry, Zwitserland             |  | Zweden         | Schotland   | Zwitserland              |
| 2011 | Moskou, Rusland                   |  | Schotland      | Zweden      | Rusland                  |
| 2012 | Karlstad, Zweden                  |  | Rusland        | Schotland   | Zweden                   |
| 2013 | Stavanger, Noorwegen              |  | Zweden         | Schotland   | Zwitserland              |
| 2014 | Champéry, Zwitserland             |  | Zwitserland    | Rusland     | Schotland                |
| 2015 | Esbjerg, Denemarken               |  | Rusland        | Schotland   | Finland                  |
| 2016 | Renfrewshire, Schotland           |  | Rusland        | Zweden      | Schotland                |
| 2017 | Sankt Gallen, Zwitserland         |  | Schotland      | Zweden      | Italië                   |
| 2018 | Tallinn, Estland                  |  | Zweden         | Zwitserland | Duitsland                |
| 2019 | Helsingborg, Zweden               |  | Zweden         | Schotland   | Zwitserland              |
| 2021 | Lillehammer, Noorwegen            |  | Schotland      | Zweden      | Duitsland                |
| 2022 | Östersund, Zweden                 |  | Denemarken     | Zwitserland | Schotland                |
| 2023 | Aberdeen, Schotland               |  | Zwitserland    | Italië      | Noorwegen                |
| 2024 | Lohja, Finland                    |  | Zwitserland    | Zweden      | Schotland                |
| 2025 | Lohja, Finland                    |  |                |             |                          |

## Medaillespiegel
| Plaats | Land        | Goud | Zilver | Brons | Totaal |
| 1      | Zweden      | 21   | 13     | 4     | 38     |
| 2      | Zwitserland | 8    | 11     | 13    | 32     |
| 3      | Duitsland   | 8    | 1      | 6     | 15     |
| 4      | Schotland   | 4    | 12     | 9     | 25     |
| 5      | Rusland     | 4    | 1      | 1     | 6      |
| 6      | Noorwegen   | 2    | 4      | 8     | 14     |
| 7      | Denemarken  | 2    | 3      | 8     | 13     |
| 8      | Italië      | 0    | 3      | 1     | 4      |
| 9      | Frankrijk   | 0    | 1      | 0     | 1      |
| 10     | Engeland    | 0    | 0      | 1     | 1      |
| 10     | Finland     | 0    | 0      | 1     | 1      |
| Totaal | Totaal      | 49   | 49     | 52    | 150    |

1975 · 1976 · 1977 · 1978 · 1979 · 1980 · 1981 · 1982 · 1983 · 1984 · 1985 · 1986 · 1987 · 1988 · 1989 · 1990 · 1991 · 1992 · 1993 · 1994 · 1995 · 1996 · 1997 · 1998 · 1999 · 2000 · 2001 · 2002 · 2003 · 2004 · 2005 · 2006 · 2007 · 2008 · 2009 · 2010 · 2011 · 2012 · 2013 · 2014 · 2015 · 2016 · 2017 · 2018 · 2019 · 2021 · 2022 · 2023 · 2024 · 2025